# NGC 1540
NGC 1540 is een spiraalvormig sterrenstelsel in het sterrenbeeld Eridanus. Het sterrenstelsel bevindt zich dicht bij NGC 1540A.

## Synoniemen
- ESO 420-14
- AM 0413-283
- IRAS04131-2836
- PGC 14734